# Coeligena osculans
Coeligena osculans, "cuzcoinka", är en fågel i familjen kolibrier.

## Utbredning och systematik
Fågeln förekommer i östra Anderna i sydöstra Peru, sydost om Urubamba. Den betraktas oftast som underart till violettstrupig inka (Coeligena violifer), men urskiljs sedan 2014 av IUCN och Birdlife International som egen art.

## Status
Den kategoriseras av IUCN som livskraftig.